# La Flèche Wallonne Féminine 2020
Den 23. udgave af La Flèche Wallonne Féminine var oprindeligt planlagt til at være afholdt 22. april i Belgien, men det blev udskudt grundet coronaviruspandemien til 30. september. Det var det sjette løb i UCI Women's World Tour 2020. Løbet blev vundet af hollandske Anna van der Breggen fra Boels-Dolmans for sjette år i træk. Danske Cecilie Uttrup Ludwig kom på andenpladsen.

## Hold og ryttere
| UCI Women's WorldTeams (8)- Alé BTC Ljubljana - Canyon-SRAM Racing - CCC-Liv - FDJ-Nouvelle Aquitaine-Futuroscope - Mitchelton-Scott - Movistar Team - Sunweb Women - Trek-Segafredo UCI Women's Kontinentalhold (16)- Arkéa Pro Cycling Team - Aromitalia Vaiano - Astana Women's - Paule Ka - Boels Dolmans - Ceratizit-WNT Pro Cycling - Charente-Maritime Women Cycling - Chevalmeire - Ciclotel - Cogeas Mettler Look - Doltcini-Van Eyck Sport - Lotto Soudal Ladies - Massi Tactic - Parkhotel Valkenburg-Destil - Tibco-Silicon Valley Bank - Valcar-Travel & Service |
| |

### Danske ryttere
- Cecilie Uttrup Ludwig kørte for FDJ-Nouvelle Aquitaine-Futuroscope
- Julie Leth kørte for Ceratizit-WNT Pro Cycling

## Resultater
| \| Samlede stilling \| Samlede stilling \| Samlede stilling \| Samlede stilling \| Samlede stilling \| \| Rytter \| Rytter \| Hold \| Tid \| \| \| ---------------- \| ---------------------- \| ---------------------------------- \| ---------------- \| ---------------- \| \| 1. \| Anna van der Breggen \| Boels Dolmans \| 3t 17' 28" \| \| \| 2. \| Cecilie Uttrup Ludwig \| FDJ-Nouvelle Aquitaine-Futuroscope \| + 2" \| \| \| 3. \| Demi Vollering \| Parkhotel Valkenburg \| + 6" \| \| \| 4. \| Lizzie Deignan \| Trek-Segafredo \| + 11" \| \| \| 5. \| Elisa Longo Borghini \| Trek-Segafredo \| + 11" \| \| \| 6. \| Ashleigh Moolman-Pasio \| CCC-Liv \| + 11" \| \| \| 7. \| Mikayla Harvey \| Paule Ka \| + 11" \| \| \| 8. \| Liane Lippert \| Sunweb \| + 18" \| \| \| 9. \| Marianne Vos \| CCC-Liv \| + 22" \| \| \| 10. \| Katarzyna Niewiadoma \| Canyon-SRAM Racing \| + 25" \| \| |                        |                                    |            |
| |                        |                                    |            |
| Kilde: ProCyclingStats |                        |                                    |            |
| Samlede stilling |                        |                                    |            |
| Rytter | Rytter                 | Hold                               | Tid        |
| 1. | Anna van der Breggen   | Boels Dolmans                      | 3t 17' 28" |
| 2. | Cecilie Uttrup Ludwig  | FDJ-Nouvelle Aquitaine-Futuroscope | + 2"       |
| 3. | Demi Vollering         | Parkhotel Valkenburg               | + 6"       |
| 4. | Lizzie Deignan         | Trek-Segafredo                     | + 11"      |
| 5. | Elisa Longo Borghini   | Trek-Segafredo                     | + 11"      |
| 6. | Ashleigh Moolman-Pasio | CCC-Liv                            | + 11"      |
| 7. | Mikayla Harvey         | Paule Ka                           | + 11"      |
| 8. | Liane Lippert          | Sunweb                             | + 18"      |
| 9. | Marianne Vos           | CCC-Liv                            | + 22"      |
| 10. | Katarzyna Niewiadoma   | Canyon-SRAM Racing                 | + 25"      |

## Startliste
| Boels Dolmans DLT | Boels Dolmans DLT                     | Boels Dolmans DLT |
| ----------------- | ------------------------------------- | ----------------- |
| Nr.               | Rytter                                | Placering         |
| 1                 | Anna van der Breggen (NED) (landevej) | 1.                |
| 2                 | Eva Buurman (NED)                     | 75.               |
| 3                 | Karol-Ann Canuel (CAN) (landevej)     | 53.               |
| 4                 | Christine Majerus (LUX) (landevej)    | 45.               |
| 5                 | Amy Pieters (NED)                     | 19.               |
| 7                 | Chantal van den Broek-Blaak (NED)     | 21.               |

| Mitchelton-Scott MTS | Mitchelton-Scott MTS   | Mitchelton-Scott MTS |
| -------------------- | ---------------------- | -------------------- |
| Nr.                  | Rytter                 | Placering            |
| 12                   | Jessica Allen (AUS)    | 101.                 |
| 13                   | Grace Brown (AUS)      | 13.                  |
| 14                   | Janneke Ensing (NED)   | 104.                 |
| 15                   | Lucy Kennedy (AUS)     | 14.                  |
| 16                   | Georgia Williams (NZL) | 68.                  |

| CCC-Liv CCC | CCC-Liv CCC                             | CCC-Liv CCC |
| ----------- | --------------------------------------- | ----------- |
| Nr.         | Rytter                                  | Placering   |
| 21          | Marianne Vos (NED)                      | 9.          |
| 22          | Sofia Bertizzolo (ITA)                  | 84.         |
| 23          | Ashleigh Moolman-Pasio (RSA) (landevej) | 6.          |
| 24          | Soraya Paladin (ITA)                    | 86.         |
| 25          | Pauliena Rooijakkers (NED)              | 29.         |
| 26          | Sabrina Stultiens (NED)                 | 32.         |

| Parkhotel Valkenburg PHV | Parkhotel Valkenburg PHV | Parkhotel Valkenburg PHV |
| ------------------------ | ------------------------ | ------------------------ |
| Nr.                      | Rytter                   | Placering                |
| 31                       | Demi Vollering (NED)     | 3.                       |
| 32                       | Nina Buysman (NED)       | 77.                      |
| 33                       | Anouska Koster (NED)     | 27.                      |
| 34                       | Hanna Nilsson (SWE)      | 36.                      |
| 35                       | Karlijn Swinkels (NED)   | 63.                      |
| 36                       | Nancy Van Der Burg (NED) | 23.                      |

| Canyon-SRAM Racing CSR | Canyon-SRAM Racing CSR        | Canyon-SRAM Racing CSR |
| ---------------------- | ----------------------------- | ---------------------- |
| Nr.                    | Rytter                        | Placering              |
| 41                     | Katarzyna Niewiadoma (POL)    | 10.                    |
| 43                     | Hannah Barnes (GBR)           | 20.                    |
| 44                     | Elena Cecchini (ITA)          | 47.                    |
| 45                     | Tiffany Cromwell (AUS)        | 39.                    |
| 46                     | Alexis Ryan (USA)             | 87.                    |
| 48                     | Omer Shapira (ISR) (landevej) | 49.                    |

| Trek-Segafredo TFS | Trek-Segafredo TFS                   | Trek-Segafredo TFS |
| ------------------ | ------------------------------------ | ------------------ |
| Nr.                | Rytter                               | Placering          |
| 51                 | Lizzie Deignan (GBR)                 | 4.                 |
| 52                 | Audrey Cordon-Ragot (FRA) (landevej) | 37.                |
| 53                 | Elisa Longo Borghini (ITA)           | 5.                 |
| 54                 | Anna Plichta (POL)                   | DNF                |
| 55                 | Tayler Wiles (USA)                   | DNF                |
| 56                 | Ruth Winder (USA) (landevej)         | 31.                |

| FDJ-Nouvelle Aquitaine-Futuroscope FDJ | FDJ-Nouvelle Aquitaine-Futuroscope FDJ | FDJ-Nouvelle Aquitaine-Futuroscope FDJ |
| -------------------------------------- | -------------------------------------- | -------------------------------------- |
| Nr.                                    | Rytter                                 | Placering                              |
| 61                                     | Cecilie Uttrup Ludwig (DEN)            | 2.                                     |
| 62                                     | Brodie Chapman (AUS)                   | 48.                                    |
| 63                                     | Eugénie Duval (FRA)                    | 79.                                    |
| 64                                     | Victorie Guilman (FRA)                 | 70.                                    |
| 65                                     | Évita Muzic (FRA)                      | 56.                                    |
| 66                                     | Jade Wiel (FRA)                        | 78.                                    |

| Sunweb SUN | Sunweb SUN             | Sunweb SUN |
| ---------- | ---------------------- | ---------- |
| Nr.        | Rytter                 | Placering  |
| 71         | Liane Lippert (GER)    | 8.         |
| 72         | Alison Jackson (CAN)   | 40.        |
| 73         | Leah Kirchmann (CAN)   | 44.        |
| 74         | Juliette Labous (FRA)  | 22.        |
| 75         | Floortje Mackaij (NED) | 18.        |
| 76         | Wilma Olausson (SWE)   | 91.        |

| Alé BTC Ljubljana ALE | Alé BTC Ljubljana ALE         | Alé BTC Ljubljana ALE |
| --------------------- | ----------------------------- | --------------------- |
| Nr.                   | Rytter                        | Placering             |
| 81                    | Mavi García (ESP) (landevej)  | 38.                   |
| 82                    | Eugenia Bujak (SLO)           | 34.                   |
| 83                    | Anastasia Chursina (RUS)      | 16.                   |
| 84                    | Tatiana Guderzo (ITA)         | 85.                   |
| 85                    | Urša Pintar (SLO) (landevej)  | 25.                   |
| 86                    | Eri Yonamine (JPN) (landevej) | 50.                   |

| Movistar Team MOV | Movistar Team MOV            | Movistar Team MOV |
| ----------------- | ---------------------------- | ----------------- |
| Nr.               | Rytter                       | Placering         |
| 91                | Katrine Aalerud (NOR)        | 11.               |
| 93                | Jelena Erić (SRB) (landevej) | 28.               |
| 94                | Alicia González Blanco (ESP) | 93.               |
| 95                | Paula Patiño (COL)           | 41.               |
| 96                | Gloria Rodríguez (ESP)       | 51.               |
| 98                | Lourdes Oyarbide (ESP)       | 99.               |

| Ceratizit-WNT Pro Cycling WNT | Ceratizit-WNT Pro Cycling WNT | Ceratizit-WNT Pro Cycling WNT |
| ----------------------------- | ----------------------------- | ----------------------------- |
| Nr.                           | Rytter                        | Placering                     |
| 101                           | Erica Magnaldi (ITA)          | 42.                           |
| 102                           | Laura Asencio (FRA)           | 89.                           |
| 103                           | Kathrin Hammes (GER)          | 66.                           |
| 104                           | Julie Leth (DEN)              | 83.                           |
| 105                           | Sarah Rijkes (AUT)            | 69.                           |
| 106                           | Lara Vieceli (ITA)            | 73.                           |

| Valcar-Travel & Service VAL | Valcar-Travel & Service VAL | Valcar-Travel & Service VAL |
| --------------------------- | --------------------------- | --------------------------- |
| Nr.                         | Rytter                      | Placering                   |
| 111                         | Marta Cavalli (ITA)         | 17.                         |
| 112                         | Elisa Balsamo (ITA)         | 46.                         |
| 113                         | Vittoria Guazzini (ITA)     | 88.                         |
| 115                         | Federica Piergiovanni (ITA) | DNF                         |
| 116                         | Silvia Pollicini (ITA)      | 102.                        |

| Paule Ka EPK | Paule Ka EPK                        | Paule Ka EPK |
| ------------ | ----------------------------------- | ------------ |
| Nr.          | Rytter                              | Placering    |
| 121          | Mikayla Harvey (NZL)                | 7.           |
| 122          | Elise Chabbey (SUI)                 | 24.          |
| 123          | Niamh Fisher-Black (NZL) (landevej) | 12.          |
| 124          | Nikola Nosková (CZE)                | 52.          |

| Lotto Soudal Ladies LSL | Lotto Soudal Ladies LSL  | Lotto Soudal Ladies LSL |
| ----------------------- | ------------------------ | ----------------------- |
| Nr.                     | Rytter                   | Placering               |
| 131                     | Julie Van de Velde (BEL) | DNF                     |
| 132                     | Teuntje Beekhuis (NED)   | 43.                     |
| 135                     | Lone Meertens (BEL)      | 97.                     |
| 136                     | Jesse Vandenbulcke (BEL) | DNF                     |

| Cogeas-Mettler-Look Pro Cycling Team CGS | Cogeas-Mettler-Look Pro Cycling Team CGS | Cogeas-Mettler-Look Pro Cycling Team CGS |
| ---------------------------------------- | ---------------------------------------- | ---------------------------------------- |
| Nr.                                      | Rytter                                   | Placering                                |
| 141                                      | Marija Novolodskaja (RUS)                | 58.                                      |
| 142                                      | Annabel Fisher (GBR)                     | DNF                                      |
| 143                                      | Iuliia Galimullina (RUS)                 | 94.                                      |
| 144                                      | Ajgul Garejeva (RUS)                     | 57.                                      |
| 146                                      | Noemi Rüegg (SUI)                        | DNF                                      |
| 147                                      | Diana Klimova (RUS) (landevej)           | 59.                                      |

| Astana Women's ASA | Astana Women's ASA    | Astana Women's ASA |
| ------------------ | --------------------- | ------------------ |
| Nr.                | Rytter                | Placering          |
| 151                | Lisandra Guerra (CUB) | 35.                |
| 153                | Liliana Moreno (COL)  | DNF                |
| 155                | Katia Ragusa (ITA)    | 30.                |
| 156                | Olha Sjekel (UKR)     | DNF                |

| Tibco-Silicon Valley Bank TIB | Tibco-Silicon Valley Bank TIB    | Tibco-Silicon Valley Bank TIB |
| ----------------------------- | -------------------------------- | ----------------------------- |
| Nr.                           | Rytter                           | Placering                     |
| 161                           | Lauren Stephens (USA)            | 15.                           |
| 162                           | Leah Dixon (GBR)                 | 80.                           |
| 163                           | Kristen Faulkner (USA)           | 33.                           |
| 164                           | Nina Kessler (NED)               | 71.                           |
| 165                           | Sharlotte Lucas (NZL) (landevej) | 81.                           |
| 166                           | Shannon Malseed (AUS)            | DNF                           |

| Doltcini-Van Eyck-Proximus DVE | Doltcini-Van Eyck-Proximus DVE         | Doltcini-Van Eyck-Proximus DVE |
| ------------------------------ | -------------------------------------- | ------------------------------ |
| Nr.                            | Rytter                                 | Placering                      |
| 171                            | Nicole Hanselmann (SUI)                | DNF                            |
| 172                            | Mieke Docx (BEL)                       | 96.                            |
| 173                            | Kathrin Schweinberger (AUT) (landevej) | DNF                            |
| 174                            | Christina Schweinberger (AUT)          | 74.                            |
| 175                            | Nicole Steigenga (NED)                 | 67.                            |
| 176                            | Marieke de Groot (NED)                 | DNF                            |

| Aromitalia Vaiano VAI | Aromitalia Vaiano VAI     | Aromitalia Vaiano VAI |
| --------------------- | ------------------------- | --------------------- |
| Nr.                   | Rytter                    | Placering             |
| 181                   | Rasa Leleivytė (LTU)      | 55.                   |
| 182                   | Letizia Borghesi (ITA)    | 90.                   |
| 183                   | Anastasia Carbonari (ITA) | DNF                   |
| 184                   | Carmela Cipriani (ITA)    | 54.                   |
| 185                   | Sofia Collinelli (ITA)    | DNF                   |
| 186                   | Giulia Marchesini (ITA)   | DNF                   |

| Arkéa Pro Cycling Team ARK | Arkéa Pro Cycling Team ARK | Arkéa Pro Cycling Team ARK |
| -------------------------- | -------------------------- | -------------------------- |
| Nr.                        | Rytter                     | Placering                  |
| 191                        | Sandra Levenez (FRA)       | 26.                        |
| 192                        | Coralie Houdin (FRA)       | 82.                        |
| 193                        | Lucie Jounier (FRA)        | DNF                        |
| 194                        | Typhaine Laurance (FRA)    | 64.                        |
| 195                        | Anaïs Morichon (FRA)       | DNF                        |
| 196                        | Gladys Verhulst (FRA)      | 65.                        |

| Ciclotel CTL | Ciclotel CTL                  | Ciclotel CTL |
| ------------ | ----------------------------- | ------------ |
| Nr.          | Rytter                        | Placering    |
| 201          | Olha Kulynych (UKR)           | 103.         |
| 202          | Kim de Baat (BEL)             | DNF          |
| 203          | Valerija Kononenko (UKR)      | 61.          |
| 204          | Alice Sharpe (IRL) (landevej) | 98.          |
| 205          | Sara Van de Vel (BEL)         | 60.          |
| 206          | Kirstie van Haaften (NED)     | DNF          |

| Chevalmeire CCT | Chevalmeire CCT           | Chevalmeire CCT |
| --------------- | ------------------------- | --------------- |
| Nr.             | Rytter                    | Placering       |
| 211             | Rossella Ratto (ITA)      | 76.             |
| 212             | Thalita de Jong (NED)     | DNF             |
| 215             | Puck Moonen (NED)         | DNF             |
| 216             | Kelly Van den Steen (BEL) | 95.             |

| Charente-Maritime CMW | Charente-Maritime CMW | Charente-Maritime CMW |
| --------------------- | --------------------- | --------------------- |
| Nr.                   | Rytter                | Placering             |
| 221                   | Coralie Demay (FRA)   | DNF                   |
| 222                   | Noémie Abgrall (FRA)  | 92.                   |
| 223                   | Alice Coutinho (FRA)  | DNF                   |
| 224                   | India Grangier (FRA)  | 72.                   |
| 225                   | Manon Souyris (FRA)   | 62.                   |

| Massi Tactic MAT | Massi Tactic MAT              | Massi Tactic MAT |
| ---------------- | ----------------------------- | ---------------- |
| Nr.              | Rytter                        | Placering        |
| 231              | Mireia Benito (ESP)           | DNF              |
| 232              | Isabel Martin (ESP)           | DNF              |
| 233              | Martina Moreno Monteys (ESP)  | DNF              |
| 234              | Nerea Nuno Iglesias (ESP)     | DNF              |
| 235              | Gabrielle Pilote Fortin (CAN) | DNF              |
| 236              | Mireia Trias (ESP)            | 100.             |

| Boels Dolmans DLT | Boels Dolmans DLT                     | Boels Dolmans DLT |
| ----------------- | ------------------------------------- | ----------------- |
| Nr.               | Rytter                                | Placering         |
| 1                 | Anna van der Breggen (NED) (landevej) | 1.                |
| 2                 | Eva Buurman (NED)                     | 75.               |
| 3                 | Karol-Ann Canuel (CAN) (landevej)     | 53.               |
| 4                 | Christine Majerus (LUX) (landevej)    | 45.               |
| 5                 | Amy Pieters (NED)                     | 19.               |
| 7                 | Chantal van den Broek-Blaak (NED)     | 21.               |

| Mitchelton-Scott MTS | Mitchelton-Scott MTS   | Mitchelton-Scott MTS |
| -------------------- | ---------------------- | -------------------- |
| Nr.                  | Rytter                 | Placering            |
| 12                   | Jessica Allen (AUS)    | 101.                 |
| 13                   | Grace Brown (AUS)      | 13.                  |
| 14                   | Janneke Ensing (NED)   | 104.                 |
| 15                   | Lucy Kennedy (AUS)     | 14.                  |
| 16                   | Georgia Williams (NZL) | 68.                  |

| CCC-Liv CCC | CCC-Liv CCC                             | CCC-Liv CCC |
| ----------- | --------------------------------------- | ----------- |
| Nr.         | Rytter                                  | Placering   |
| 21          | Marianne Vos (NED)                      | 9.          |
| 22          | Sofia Bertizzolo (ITA)                  | 84.         |
| 23          | Ashleigh Moolman-Pasio (RSA) (landevej) | 6.          |
| 24          | Soraya Paladin (ITA)                    | 86.         |
| 25          | Pauliena Rooijakkers (NED)              | 29.         |
| 26          | Sabrina Stultiens (NED)                 | 32.         |

| Parkhotel Valkenburg PHV | Parkhotel Valkenburg PHV | Parkhotel Valkenburg PHV |
| ------------------------ | ------------------------ | ------------------------ |
| Nr.                      | Rytter                   | Placering                |
| 31                       | Demi Vollering (NED)     | 3.                       |
| 32                       | Nina Buysman (NED)       | 77.                      |
| 33                       | Anouska Koster (NED)     | 27.                      |
| 34                       | Hanna Nilsson (SWE)      | 36.                      |
| 35                       | Karlijn Swinkels (NED)   | 63.                      |
| 36                       | Nancy Van Der Burg (NED) | 23.                      |

| Canyon-SRAM Racing CSR | Canyon-SRAM Racing CSR        | Canyon-SRAM Racing CSR |
| ---------------------- | ----------------------------- | ---------------------- |
| Nr.                    | Rytter                        | Placering              |
| 41                     | Katarzyna Niewiadoma (POL)    | 10.                    |
| 43                     | Hannah Barnes (GBR)           | 20.                    |
| 44                     | Elena Cecchini (ITA)          | 47.                    |
| 45                     | Tiffany Cromwell (AUS)        | 39.                    |
| 46                     | Alexis Ryan (USA)             | 87.                    |
| 48                     | Omer Shapira (ISR) (landevej) | 49.                    |

| Trek-Segafredo TFS | Trek-Segafredo TFS                   | Trek-Segafredo TFS |
| ------------------ | ------------------------------------ | ------------------ |
| Nr.                | Rytter                               | Placering          |
| 51                 | Lizzie Deignan (GBR)                 | 4.                 |
| 52                 | Audrey Cordon-Ragot (FRA) (landevej) | 37.                |
| 53                 | Elisa Longo Borghini (ITA)           | 5.                 |
| 54                 | Anna Plichta (POL)                   | DNF                |
| 55                 | Tayler Wiles (USA)                   | DNF                |
| 56                 | Ruth Winder (USA) (landevej)         | 31.                |

| FDJ-Nouvelle Aquitaine-Futuroscope FDJ | FDJ-Nouvelle Aquitaine-Futuroscope FDJ | FDJ-Nouvelle Aquitaine-Futuroscope FDJ |
| -------------------------------------- | -------------------------------------- | -------------------------------------- |
| Nr.                                    | Rytter                                 | Placering                              |
| 61                                     | Cecilie Uttrup Ludwig (DEN)            | 2.                                     |
| 62                                     | Brodie Chapman (AUS)                   | 48.                                    |
| 63                                     | Eugénie Duval (FRA)                    | 79.                                    |
| 64                                     | Victorie Guilman (FRA)                 | 70.                                    |
| 65                                     | Évita Muzic (FRA)                      | 56.                                    |
| 66                                     | Jade Wiel (FRA)                        | 78.                                    |

| Sunweb SUN | Sunweb SUN             | Sunweb SUN |
| ---------- | ---------------------- | ---------- |
| Nr.        | Rytter                 | Placering  |
| 71         | Liane Lippert (GER)    | 8.         |
| 72         | Alison Jackson (CAN)   | 40.        |
| 73         | Leah Kirchmann (CAN)   | 44.        |
| 74         | Juliette Labous (FRA)  | 22.        |
| 75         | Floortje Mackaij (NED) | 18.        |
| 76         | Wilma Olausson (SWE)   | 91.        |

| Alé BTC Ljubljana ALE | Alé BTC Ljubljana ALE         | Alé BTC Ljubljana ALE |
| --------------------- | ----------------------------- | --------------------- |
| Nr.                   | Rytter                        | Placering             |
| 81                    | Mavi García (ESP) (landevej)  | 38.                   |
| 82                    | Eugenia Bujak (SLO)           | 34.                   |
| 83                    | Anastasia Chursina (RUS)      | 16.                   |
| 84                    | Tatiana Guderzo (ITA)         | 85.                   |
| 85                    | Urša Pintar (SLO) (landevej)  | 25.                   |
| 86                    | Eri Yonamine (JPN) (landevej) | 50.                   |

| Movistar Team MOV | Movistar Team MOV            | Movistar Team MOV |
| ----------------- | ---------------------------- | ----------------- |
| Nr.               | Rytter                       | Placering         |
| 91                | Katrine Aalerud (NOR)        | 11.               |
| 93                | Jelena Erić (SRB) (landevej) | 28.               |
| 94                | Alicia González Blanco (ESP) | 93.               |
| 95                | Paula Patiño (COL)           | 41.               |
| 96                | Gloria Rodríguez (ESP)       | 51.               |
| 98                | Lourdes Oyarbide (ESP)       | 99.               |

| Ceratizit-WNT Pro Cycling WNT | Ceratizit-WNT Pro Cycling WNT | Ceratizit-WNT Pro Cycling WNT |
| ----------------------------- | ----------------------------- | ----------------------------- |
| Nr.                           | Rytter                        | Placering                     |
| 101                           | Erica Magnaldi (ITA)          | 42.                           |
| 102                           | Laura Asencio (FRA)           | 89.                           |
| 103                           | Kathrin Hammes (GER)          | 66.                           |
| 104                           | Julie Leth (DEN)              | 83.                           |
| 105                           | Sarah Rijkes (AUT)            | 69.                           |
| 106                           | Lara Vieceli (ITA)            | 73.                           |

| Valcar-Travel & Service VAL | Valcar-Travel & Service VAL | Valcar-Travel & Service VAL |
| --------------------------- | --------------------------- | --------------------------- |
| Nr.                         | Rytter                      | Placering                   |
| 111                         | Marta Cavalli (ITA)         | 17.                         |
| 112                         | Elisa Balsamo (ITA)         | 46.                         |
| 113                         | Vittoria Guazzini (ITA)     | 88.                         |
| 115                         | Federica Piergiovanni (ITA) | DNF                         |
| 116                         | Silvia Pollicini (ITA)      | 102.                        |

| Paule Ka EPK | Paule Ka EPK                        | Paule Ka EPK |
| ------------ | ----------------------------------- | ------------ |
| Nr.          | Rytter                              | Placering    |
| 121          | Mikayla Harvey (NZL)                | 7.           |
| 122          | Elise Chabbey (SUI)                 | 24.          |
| 123          | Niamh Fisher-Black (NZL) (landevej) | 12.          |
| 124          | Nikola Nosková (CZE)                | 52.          |

| Lotto Soudal Ladies LSL | Lotto Soudal Ladies LSL  | Lotto Soudal Ladies LSL |
| ----------------------- | ------------------------ | ----------------------- |
| Nr.                     | Rytter                   | Placering               |
| 131                     | Julie Van de Velde (BEL) | DNF                     |
| 132                     | Teuntje Beekhuis (NED)   | 43.                     |
| 135                     | Lone Meertens (BEL)      | 97.                     |
| 136                     | Jesse Vandenbulcke (BEL) | DNF                     |

| Cogeas-Mettler-Look Pro Cycling Team CGS | Cogeas-Mettler-Look Pro Cycling Team CGS | Cogeas-Mettler-Look Pro Cycling Team CGS |
| ---------------------------------------- | ---------------------------------------- | ---------------------------------------- |
| Nr.                                      | Rytter                                   | Placering                                |
| 141                                      | Marija Novolodskaja (RUS)                | 58.                                      |
| 142                                      | Annabel Fisher (GBR)                     | DNF                                      |
| 143                                      | Iuliia Galimullina (RUS)                 | 94.                                      |
| 144                                      | Ajgul Garejeva (RUS)                     | 57.                                      |
| 146                                      | Noemi Rüegg (SUI)                        | DNF                                      |
| 147                                      | Diana Klimova (RUS) (landevej)           | 59.                                      |

| Astana Women's ASA | Astana Women's ASA    | Astana Women's ASA |
| ------------------ | --------------------- | ------------------ |
| Nr.                | Rytter                | Placering          |
| 151                | Lisandra Guerra (CUB) | 35.                |
| 153                | Liliana Moreno (COL)  | DNF                |
| 155                | Katia Ragusa (ITA)    | 30.                |
| 156                | Olha Sjekel (UKR)     | DNF                |

| Tibco-Silicon Valley Bank TIB | Tibco-Silicon Valley Bank TIB    | Tibco-Silicon Valley Bank TIB |
| ----------------------------- | -------------------------------- | ----------------------------- |
| Nr.                           | Rytter                           | Placering                     |
| 161                           | Lauren Stephens (USA)            | 15.                           |
| 162                           | Leah Dixon (GBR)                 | 80.                           |
| 163                           | Kristen Faulkner (USA)           | 33.                           |
| 164                           | Nina Kessler (NED)               | 71.                           |
| 165                           | Sharlotte Lucas (NZL) (landevej) | 81.                           |
| 166                           | Shannon Malseed (AUS)            | DNF                           |

| Doltcini-Van Eyck-Proximus DVE | Doltcini-Van Eyck-Proximus DVE         | Doltcini-Van Eyck-Proximus DVE |
| ------------------------------ | -------------------------------------- | ------------------------------ |
| Nr.                            | Rytter                                 | Placering                      |
| 171                            | Nicole Hanselmann (SUI)                | DNF                            |
| 172                            | Mieke Docx (BEL)                       | 96.                            |
| 173                            | Kathrin Schweinberger (AUT) (landevej) | DNF                            |
| 174                            | Christina Schweinberger (AUT)          | 74.                            |
| 175                            | Nicole Steigenga (NED)                 | 67.                            |
| 176                            | Marieke de Groot (NED)                 | DNF                            |

| Aromitalia Vaiano VAI | Aromitalia Vaiano VAI     | Aromitalia Vaiano VAI |
| --------------------- | ------------------------- | --------------------- |
| Nr.                   | Rytter                    | Placering             |
| 181                   | Rasa Leleivytė (LTU)      | 55.                   |
| 182                   | Letizia Borghesi (ITA)    | 90.                   |
| 183                   | Anastasia Carbonari (ITA) | DNF                   |
| 184                   | Carmela Cipriani (ITA)    | 54.                   |
| 185                   | Sofia Collinelli (ITA)    | DNF                   |
| 186                   | Giulia Marchesini (ITA)   | DNF                   |

| Arkéa Pro Cycling Team ARK | Arkéa Pro Cycling Team ARK | Arkéa Pro Cycling Team ARK |
| -------------------------- | -------------------------- | -------------------------- |
| Nr.                        | Rytter                     | Placering                  |
| 191                        | Sandra Levenez (FRA)       | 26.                        |
| 192                        | Coralie Houdin (FRA)       | 82.                        |
| 193                        | Lucie Jounier (FRA)        | DNF                        |
| 194                        | Typhaine Laurance (FRA)    | 64.                        |
| 195                        | Anaïs Morichon (FRA)       | DNF                        |
| 196                        | Gladys Verhulst (FRA)      | 65.                        |

| Ciclotel CTL | Ciclotel CTL                  | Ciclotel CTL |
| ------------ | ----------------------------- | ------------ |
| Nr.          | Rytter                        | Placering    |
| 201          | Olha Kulynych (UKR)           | 103.         |
| 202          | Kim de Baat (BEL)             | DNF          |
| 203          | Valerija Kononenko (UKR)      | 61.          |
| 204          | Alice Sharpe (IRL) (landevej) | 98.          |
| 205          | Sara Van de Vel (BEL)         | 60.          |
| 206          | Kirstie van Haaften (NED)     | DNF          |

| Chevalmeire CCT | Chevalmeire CCT           | Chevalmeire CCT |
| --------------- | ------------------------- | --------------- |
| Nr.             | Rytter                    | Placering       |
| 211             | Rossella Ratto (ITA)      | 76.             |
| 212             | Thalita de Jong (NED)     | DNF             |
| 215             | Puck Moonen (NED)         | DNF             |
| 216             | Kelly Van den Steen (BEL) | 95.             |

| Charente-Maritime CMW | Charente-Maritime CMW | Charente-Maritime CMW |
| --------------------- | --------------------- | --------------------- |
| Nr.                   | Rytter                | Placering             |
| 221                   | Coralie Demay (FRA)   | DNF                   |
| 222                   | Noémie Abgrall (FRA)  | 92.                   |
| 223                   | Alice Coutinho (FRA)  | DNF                   |
| 224                   | India Grangier (FRA)  | 72.                   |
| 225                   | Manon Souyris (FRA)   | 62.                   |

| Massi Tactic MAT | Massi Tactic MAT              | Massi Tactic MAT |
| ---------------- | ----------------------------- | ---------------- |
| Nr.              | Rytter                        | Placering        |
| 231              | Mireia Benito (ESP)           | DNF              |
| 232              | Isabel Martin (ESP)           | DNF              |
| 233              | Martina Moreno Monteys (ESP)  | DNF              |
| 234              | Nerea Nuno Iglesias (ESP)     | DNF              |
| 235              | Gabrielle Pilote Fortin (CAN) | DNF              |
| 236              | Mireia Trias (ESP)            | 100.             |